# 波乔布特环形山
波乔布特环形山（Poczobutt）是位于月球背面北半部的一座古老大撞击坑，约形成于45.5-39.2亿年前的前酒海纪，其名称取自波兰-立陶宛王国耶稣会天文学家暨数学家马尔钦·奥德拉尼茨基·波乔布特(Martin Odlanicky Poczobutt，1728年-1810年)，1979年被国际天文学联合会正式批准接受。

## 描述

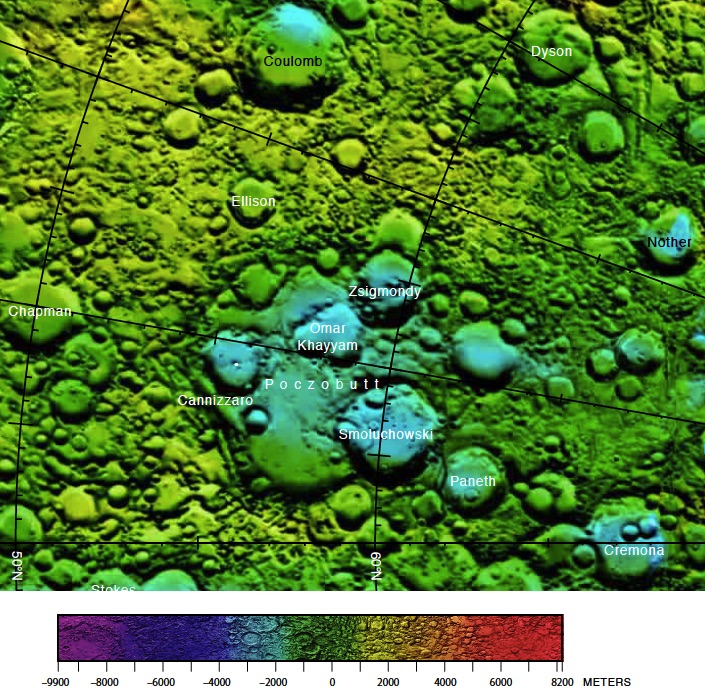
波乔布特环形山的周边，月球背面区域详图(右为北)。

该环形山隶属于巨大的"环壁平原类"撞击坑，其西北和西南坑底分别坐落了较大的欧玛尔·海亚姆环形山和稍小的坎尼扎罗环形山、斯莫卢霍夫斯基环形山横跨在它的东北偏北坑壁上，而西北壁则切入了已磨损的席格蒙迪环形山。沿环形山周边，东北靠近帕内特环形山、东侧毗邻色诺芬尼环形山，勒尼奥环形山和伏打环形山位于它的东南偏东，南面和西南偏西则分别毗邻查普曼环形山和埃利森陨石坑。该陨坑中心月面坐标为57°16′N 99°14′W / 57.27°N 99.23°W，直径212.36公里，深度约3.08公里。
波乔布特环形山边缘轮廓已残缺不全，受严重磨损和侵蚀的残壁现已变成一圈由崎岖参差的山脉和峰峦组成的环，且有多处被小陨坑打破，最完整的只剩东侧一小段弧形壁，沿东南壁上切入了一条狭长的沟槽。环形山残壁最大高出周边地形2000米，坑内大部分区域因覆盖有撞击坑及它们的喷出物而变得凹凸崎岖，但东半部却是一片几乎平整无碍的平原，仅沿边缘分布有一些低矮的山脊和小撞击穴坑，靠近南侧内壁坐落了内部已被淹没的卫星坑"波乔布特 J"。
大多数与波乔布特环形山有关的陨石坑都几乎已受侵蚀，然后卫星坑"波乔布特 J"，却是坑壁峭薄完整、内侧壁带有一些阶地结构，且反照率明显较周边区域地形要高。

## 卫星陨石坑
按惯例，最靠近波乔布特环形山的卫星坑将在月图上以字母标注在它的中心点旁边.
| 波乔布特 | 纬度    | 经度     | 直径    |
| -------- | ------- | -------- | ------- |
| J        | 56.6° N | 96.8° W  | 24 公里 |
| R        | 56.0° N | 103.5° W | 39 公里 |

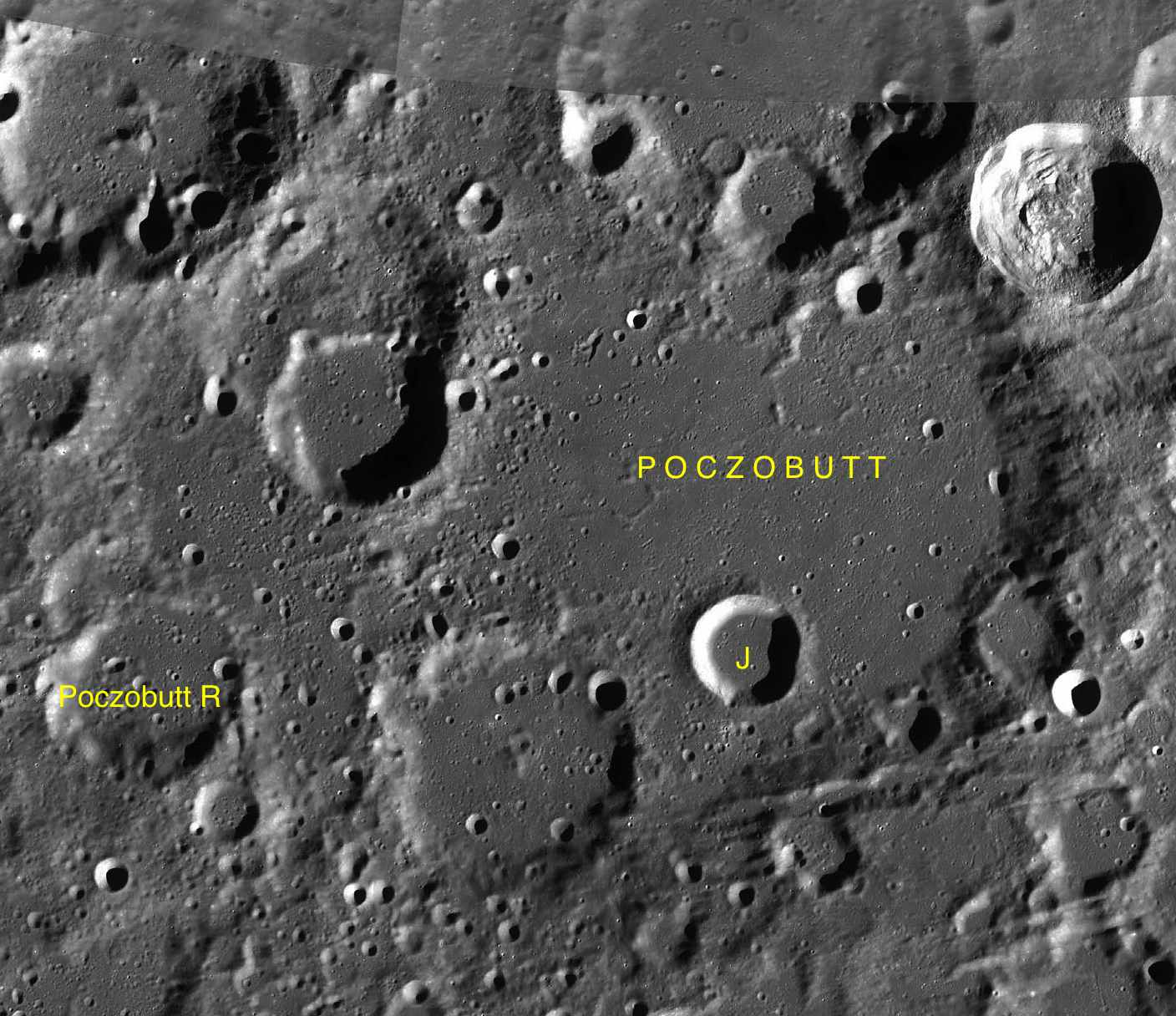
LAC-21 区域图

- 卫星坑"波乔布特 J"与周边其它陨坑不一样，其坑壁边缘清晰，内壁反照率高。

## 参引资料
1. 1 2 3  Lunar Impact Crater Database
2. ↑   (PDF).   [2017-03-05]. （原始内容存档 (PDF)于2016-12-27）.
3. ↑   (PDF).   [2017-03-05]. （原始内容存档 (PDF)于2016-12-27）.
4. ↑  .   [2017-03-05]. （原始内容存档于2018-06-21）.

## 另请参阅
- Andersson, L. E.; Whitaker, E. A. . NASA RP-1097. 1982.
- Blue, Jennifer. . USGS. July 25, 2007  [2007-08-05]. （原始内容存档于2013-02-13）.
- Bussey, B.; Spudis, P. . New York: Cambridge University Press. 2004. ISBN 978-0-521-81528-4.
- Cocks, Elijah E.; Cocks, Josiah C. . Tudor Publishers. 1995. ISBN 978-0-936389-27-1.
- McDowell, Jonathan. . Jonathan's Space Report. July 15, 2007  [2007-10-24]. （原始内容存档于2012-05-26）.
- Menzel, D. H.; Minnaert, M.; Levin, B.; Dollfus, A.; Bell, B. . Space Science Reviews. 1971, 12 (2): 136–186. Bibcode:1971SSRv...12..136M. doi:10.1007/BF00171763.
- Moore, Patrick. . Sterling Publishing Co. 2001. ISBN 978-0-304-35469-6.
- Price, Fred W. . Cambridge University Press. 1988. ISBN 978-0-521-33500-3.
- Rükl, Antonín. . Kalmbach Books. 1990. ISBN 978-0-913135-17-4.
- Webb, Rev. T. W.  6th revised. Dover. 1962. ISBN 978-0-486-20917-3.
- Whitaker, Ewen A. . Cambridge University Press. 1999. ISBN 978-0-521-62248-6.
- Wlasuk, Peter T. . Springer. 2000. ISBN 978-1-85233-193-1.